# Обье, Паскаль
Паскаль Обье (фр. Pascal Aubier; 7 января 1943, XV округ Парижа — 5 апреля 2025, VI округ Парижа) — французский кинорежиссёр, актёр, сценарист, продюсер и монтажер.

## Биография
Родился в Париже во время войны. Отец его был аптекарем, потом книжным издателем, а мать — актриса. Паскаль Обье изучал философию, антропологию и восточные языки в Сорбонне, а также в Национальном институте языков и восточных цивилизаций.
В возрасте 19 лет начал параллельно работать над фильмами. Вместе со своим школьным другом Барбетом Шрёдером, снявшим фильм «Париж глазами шести», они работали помощниками Клода Шаброля, Эрика Ромера, Жана Руша, Жана-Даниэля Поллета и Жана-Люка Годара, с которым Обье продолжал работать над другими фильмами, такими как «Безумный Пьеро» и «Мужское-женское».
Поразмыслив над тем, что произошло за 7 лет, начинающий этнолог, и пока ещё дилетант в кинематографе, Обье, приходит к выводу, что он, скорее, начинающий кинематографист и дилетант в этнографии.
Однако, эти профессии вдохновляли его одинаково, несмотря на то, что он снял всего лишь один этнографический фильм и 60 коротко- и полнометражных фильмов, документальных хроник и драм, которые в настоящее время являются ценным вкладом в кинематограф. «Этнология это такое же наблюдение за жизнью людей, как и кино».
Кроме того, с течением времени, Паскаль Обье начинает появляться в качестве актера в разных фильмах, наиболее часто в работах своих друзей. Его мать Зани Кампэн была актрисой Национального Народного театра (Le Theatre National Populaire), под руководством Жана Вилара.
Паскаль Обье начал снимать свои первые короткометражки с 1965 года, а художественные и документальные фильмы с 1970 года. Он получил многочисленные награды, включая премию Жана Виго в 1973 году за фильм «Le soldat et les trois soeurs», и золотую пальмовую ветвь за лучший короткометражный фильм «Les petits coins».
Скончался 5 апреля 2025 года в возрасте 82 лет.

## Фильмография

### Актер
1. Люцифер и я (Lucifer et moi, 2008)
2. Сады осенью (2006)
3. Утро понедельника (2002) — Un cosaque
4. Amnesia (2000) — French Suitor
5. Город потерянных детей (Les femmes et les enfants d’abord (ТВ), 1995) — Max Theniez
6. La mort de Moliere (видео) (1994) — Chapelle
7. Охота на бабочек (1992)
8. Le cri des hommes (1991) — Commissaire Peron
9. Sushi Sushi (1991) — Schlumpelmeyer
10. Le bal du gouverneur (1990) — Le gardien du phare
11. Mona et moi (1989)
12. La trajectoire amoureuse (1988)
13. Хемингуэй (сериал) (1988)
14. Hotel du Paradis (1986) — Jefe de camareros
15. Les petits coins (1986)
16. Фавориты Луны (1984) — мсье Ляпляс
17. Debout les crabes, la mer monte! (1983) — Le maton
18. Laisse inacheve a Tokyo (1982)
19. Rock (ТВ) (1982) — L’impresario Guzzi Smith
20. Le rat (1981)
21. Анна (1981) — Francia orvos
22. L’homme fragile (1981)
23. Bobo la tete (1980) — L’officier
24. Ma blonde, entends-tu dans la ville? (1980) — Syndicalist
25. Ставки сделаны (1979) — Client d’hopital, Voyageur du metro, Jean-Gabriel
26. Сибириада (1978)
27. Le soldat et les trois soeurs (1972)
28. L’espace vital (1969)
29. L’examen du petit (1969)
30. Банда Бонно (1969) — Eugene Dieudonne
31. Сирокко (1969) — Tihomir
32. La fille d’en face (1968) — Georges
33. Mamaia (1967) — Manager
34. Чаппакуа (1966)
35. Безумный Пьеро (1965)
36. Слабые женщины (1959)

### Режиссёр
1. Come On (2000)
2. Lipstick (1999)
3. Сын Гасконя (Le fils de Gascogne, 1995)
4. La trajectoire amoureuse (1988)
5. La sauteuse (de l’ange) (1987)
6. L’apparition (1986)
7. Les petits coins (1986)
8. La mort du rat (1975)
9. Прощальная песня (1975)
10. Солдат и три сестры (1972)
11. Вальпараисо, Вальпараисо (1971)
12. Артур, Артур (Arthur, Arthur, 1969)
13. Господин Жан-Клод Вошрен (Monsieur Jean-Claude Vaucherin,1968)

### Сценарист
1. Le fils de Gascogne (1995)
2. La trajectoire amoureuse (1988)
3. La sauteuse (de l’ange) (1987)
4. L’apparition (1986)
5. Les petits coins (1986)
6. La mort du rat (1975)
7. Вальпараисо, Вальпараисо (1971)
8. Артур, Артур (1969)
9. Господин Жан-Клод Вошрен (1968)

### Продюсер
1. Come On (2000)
2. Нападение (1973)

### Монтажёр
1. Господин Жан-Клод Вошрен (1968)